# Biblioteca de Catalunya
La Biblioteca de Catalunya és una institució catalana que té com a principal missió formar la Bibliografia Catalana amb l'adquisició dels fons bibliogràfics impresos a Catalunya. Actualment disposa de 1.500 metres lineals de prestatgeria de lliure accés, amb 20.000 volums, i 49.000 metres més de dipòsit, i uns 3 milions de documents.
Va ser creada l'any 1907 com a biblioteca de l'Institut d'Estudis Catalans. Fou inaugurada i oberta al públic el 28 de maig de 1914, en temps de la Mancomunitat de Catalunya en la seva seu al Palau de la Generalitat. La seva actual directora és Eugènia Serra. El 1931 va passar a ocupar bona part dels edificis de l'antic Hospital de la Santa Creu de Barcelona, un conjunt del segle xv, propietat de l'Ajuntament de Barcelona. Actualment, la Biblioteca ocupa una superfície total de 8.820 m², i té un fons aproximat de tres milions d'exemplars, i a part de la seu central té altres locals externs, a Barcelona mateix i a l'Hospitalet de Llobregat. L'any 1981 la Biblioteca de Catalunya esdevé biblioteca nacional de Catalunya, segons la Llei de Biblioteques aprovada pel Parlament, i com a tal assumeix la recepció, la conservació i la difusió del Dipòsit Legal de Catalunya. Acull fons d'Enric Prat de la Riba, Marià Aguiló i Fuster, Jacint Verdaguer, Isidre Bonsoms, Joaquim Furnó, Eduard Toda, entre d'altres.

## Edifici

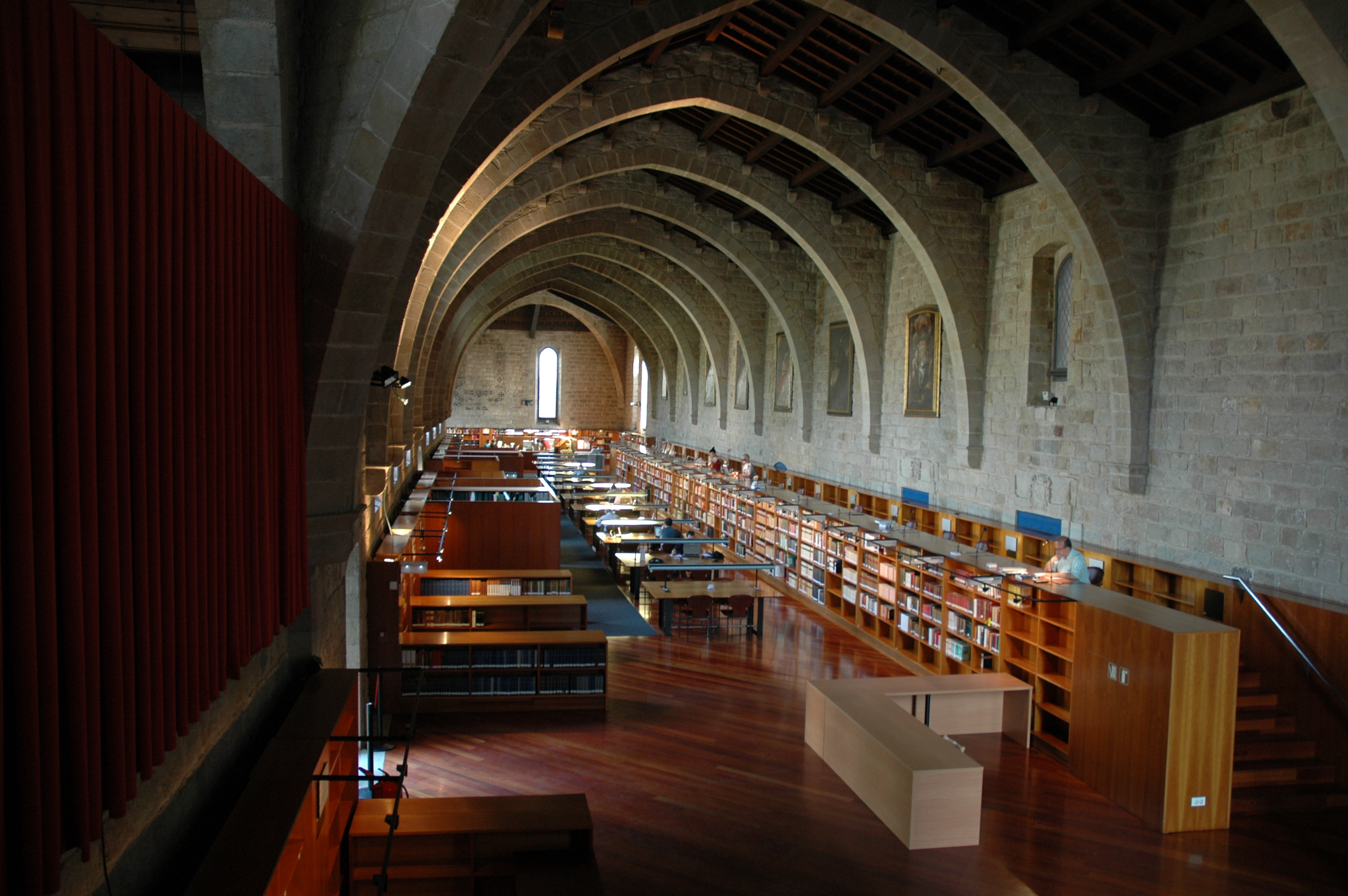
La nau de Llevant és la més antiga i va ser l'antiga infermeria d'homes. Va ser inaugurada com a Sala d'Humanitats el 1964 i posteriorment va ser destinada a fonoteca. Actualment és una de les sales de lectura de fons generals.

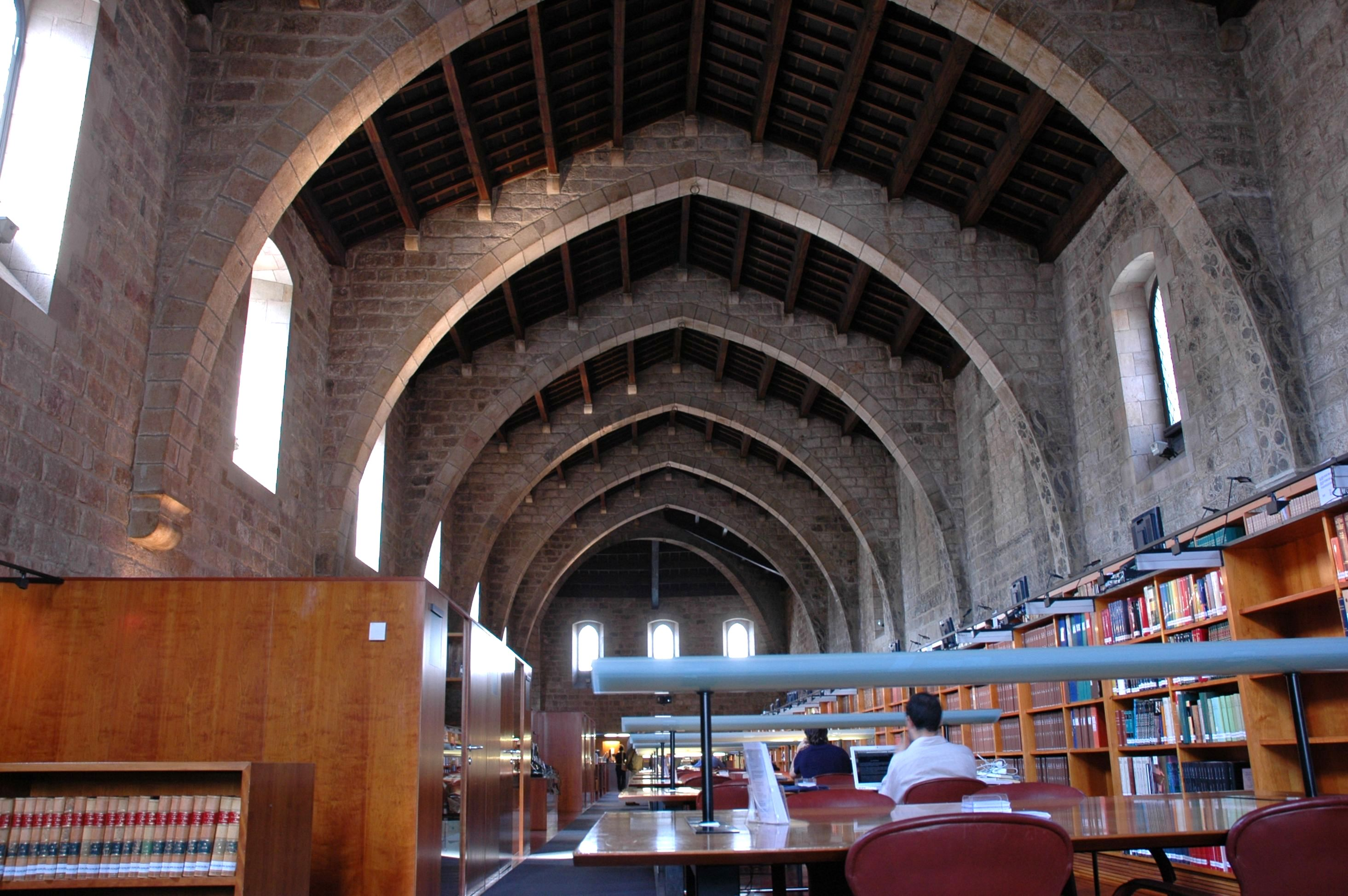
Antiga infermeria, aquesta sala era l'únic espai restaurat quan la biblioteca es va inaugurar el 1940

L'actual seu de la Biblioteca de Catalunya es troba en un edifici gòtic del segle xv que anteriorment fou la seu de l'Hospital de la Santa Creu de Barcelona. En aquest edifici s'ubicà, entre 1401 i 1926, l'hospital general de la ciutat de Barcelona. Es va crear amb la finalitat de reunir en un sol edifici els diferents hospitals que fins al moment hi havia a la ciutat.
La primera pedra es va posar el 1401 en presència del rei Martí l'Humà. El claustre, obra parcial de Guillem Abiell, va ser planificat al voltant d'un edifici grandiós, amb naus de dues plantes, segons un conegut model oriental. En una primera fase es van construir les tres naus baixes de llevant, de tramuntana i de ponent, la nau superior de la de llevant i un tram de la transversal de tramuntana. Es creu que -possiblement- inicialment l'Hospital es va dissenyar amb quatre naus tancades, però les diverses modificacions van acabar plasmant una construcció en forma d'U, ampliant substancialment els espais fins a arribar al carrer de l'Hospital.
El 1414 va acabar una primera fase d'obres, que es van tornar a reprendre un segle després, amb la utilització d'una tècnica constructiva més depurada. Durant el segle xvi, es van realitzar importants modificacions a l'edifici: es van construir les dues escales monumentals, es va portar aigua canalitzada al recinte, i el 1518 es va fer la gran porta plateresca del carrer de l'Hospital que substituiria l'entrada pel carrer del Carme i que tancaria el recinte hospitalari entre els dos carrers.
La capella gòtica del carrer Hospital, obra del segle xv, va aprofitar les edificacions de l'antic hospital d'en Colom. Una casa del segle xv adossada a l'edifici per la part de llevant amb pòrtic flamíger, hostatjava l'antic arxiu de l'Hospital. El 25 de març de 1629 es va començar a construir, adossada a la paret nord de l'hospital, la Casa de convalescència (actual Institut d'Estudis Catalans), les obres de la qual finalitzaren el 1680, en el mateix moment en què es posà sota l'advocació de Sant Pau. El 1703, Antoni Viladomat i Manalt, un dels pintors barrocs catalans més preeminents, pinta la capella de Sant Pau, en aquest edifici. El 1764, davant de la Casa de convalescència, s'aixecà el Col·legi de Cirurgia (actual Acadèmia de Medicina), obra de Ventura Rodríguez. El 1926 l'edifici vell va ser comprat per l'Ajuntament, que en va començar la reconstrucció. El 3 de juny de 1931 va ser declarat Monument Històric Artístic d'Interès Nacional. Jordi Rubió i Balaguer es va encarregar d'estudiar la nova organització de la biblioteca en aquest edifici gòtic. El 1936 es va obrir una primera sala de consulta, la coneguda com a Sala Cervantina, però al cap de poc esclatà la Guerra Civil espanyola i el projecte no es va finalitzar. En acabar la guerra, la biblioteca es va tancar. El 1940, ja amb un nou director, Felip Mateu i Llopis, es reobrí com a seu de la Biblioteca de Catalunya.
Durant els darrers anys del segle xx l'edifici va patir una profunda remodelació arquitectònica, ja que es van construir quatre plantes subterrànies de dipòsit —per encabir 40 quilòmetres de prestatgeria— i un edifici annex.

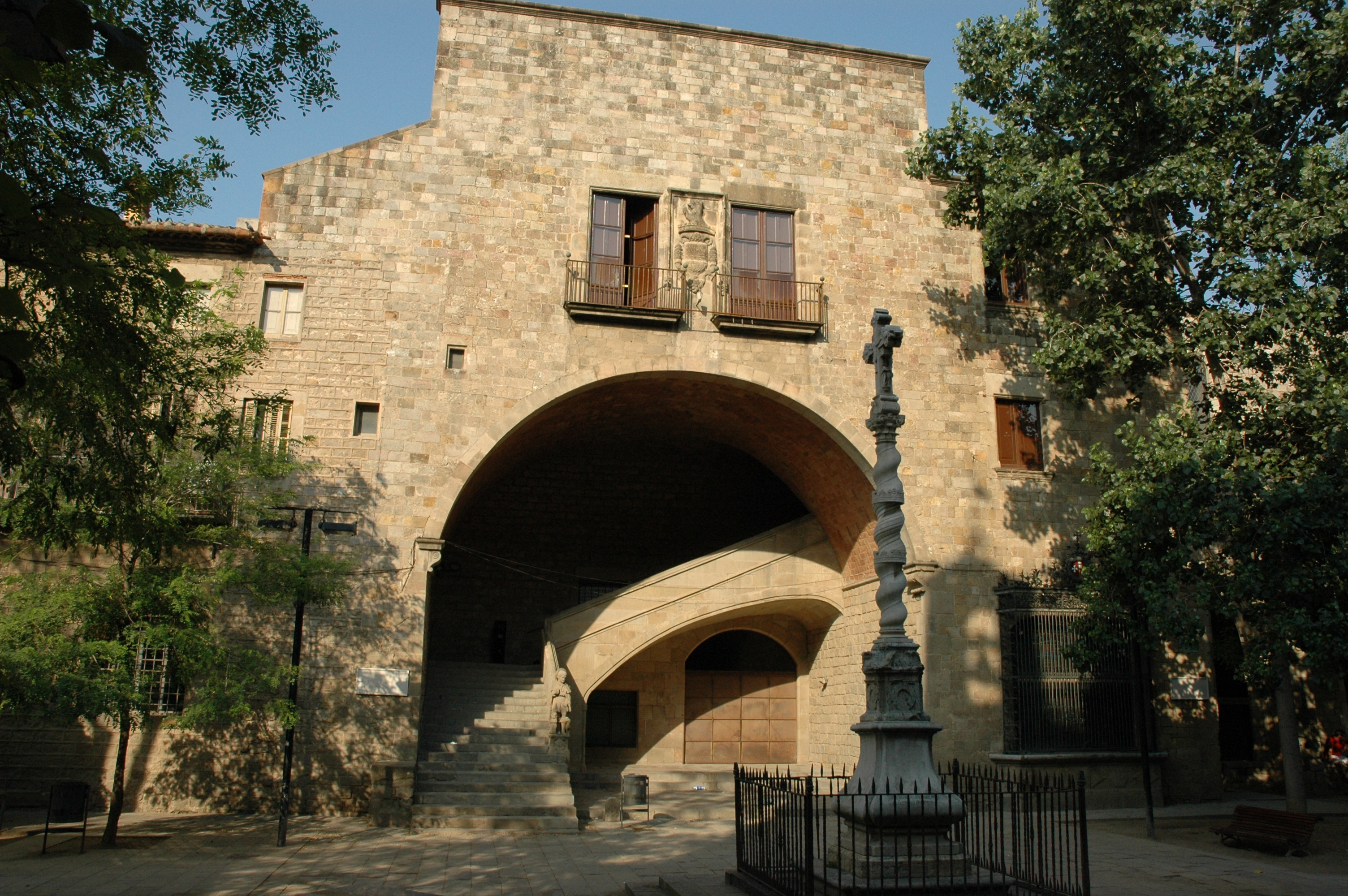
Entrada principal
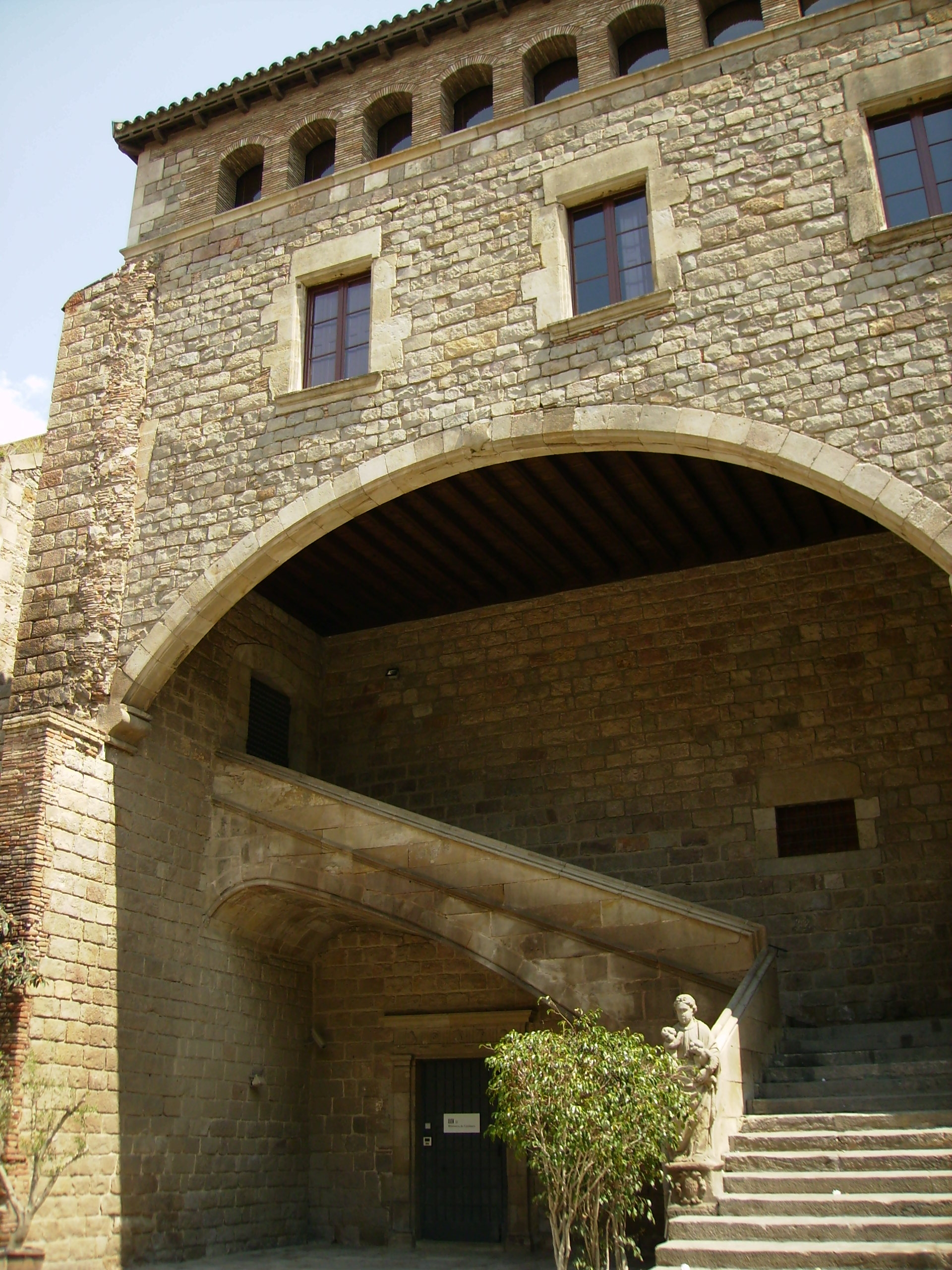
Entrada de llevant
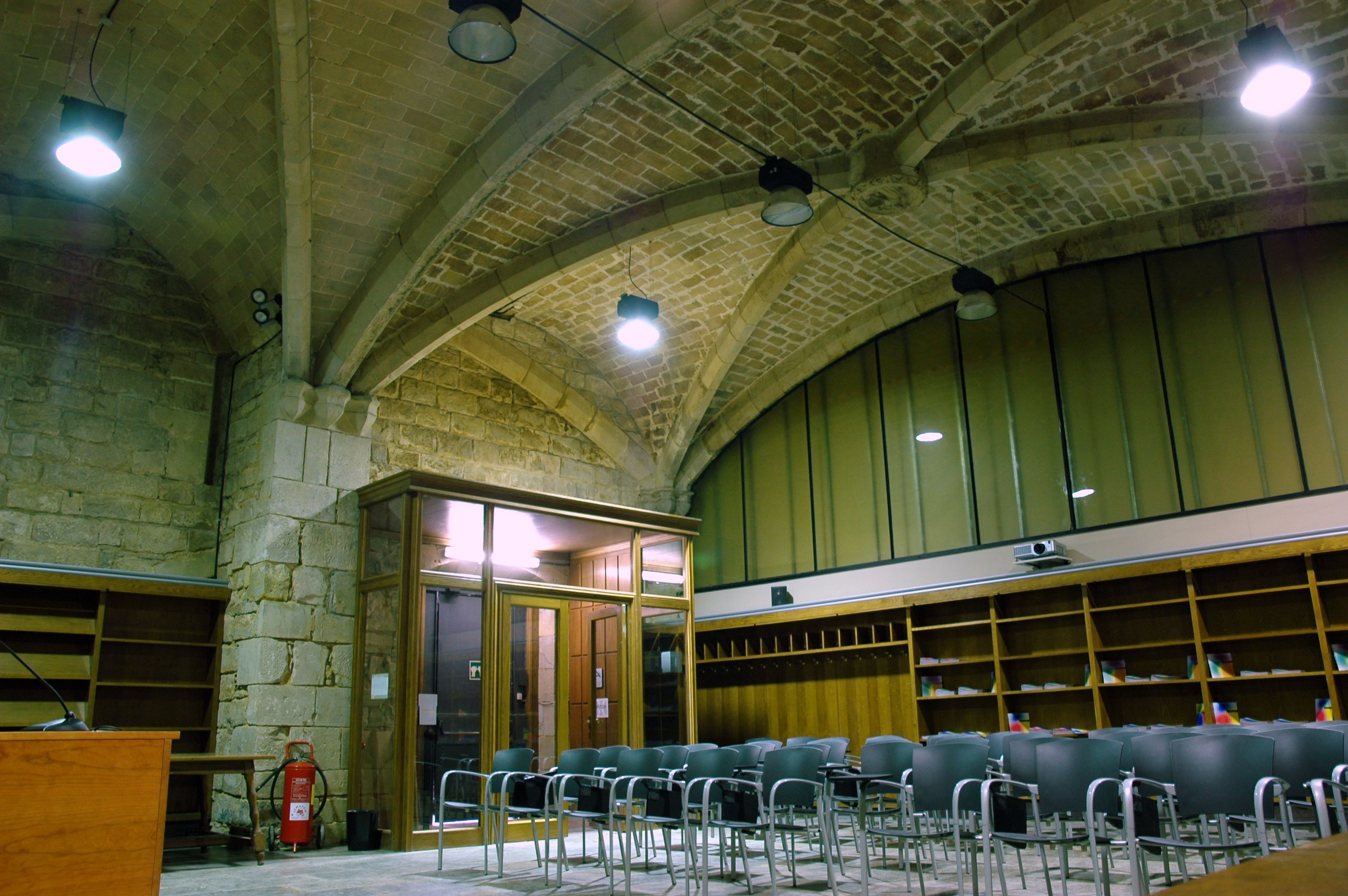
Sala gòtica de la planta baixa (s. XV)

## Història

### Inicis

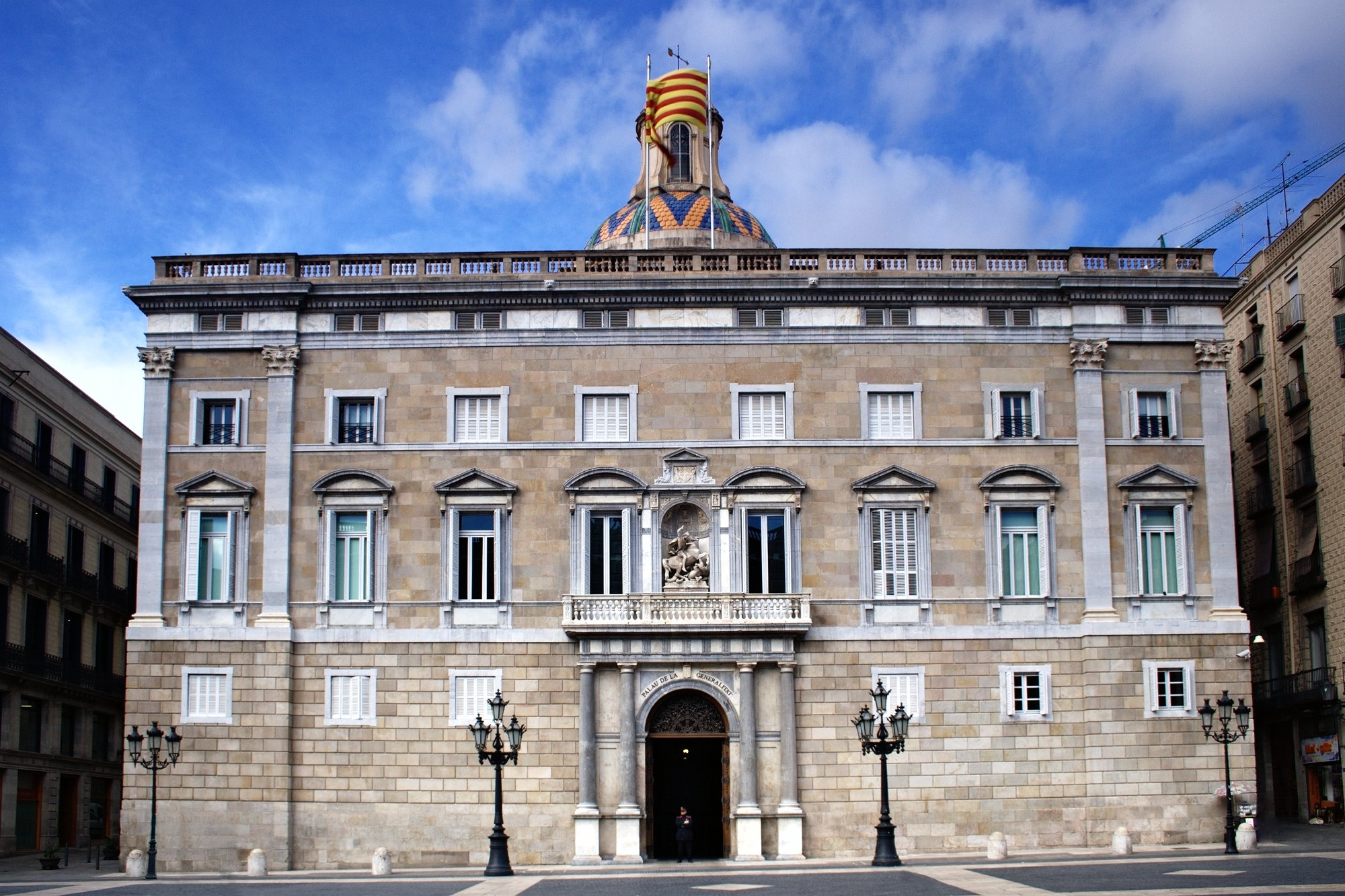
La primera seu de la Biblioteca de Catalunya fou a l'actual Palau de la Generalitat de Catalunya, llavors conegut com a Palau de la Diputació.

La Biblioteca de Catalunya va ser creada el 1907 per l'Institut d'Estudis Catalans (IEC) fundat pel president de la Diputació de Catalunya, Enric Prat de la Riba. S'ubicà en un angle de l'històric Palau de la Generalitat. Es va crear amb el nom de Biblioteca de l'Institut d'Estudis Catalans.
El seu objectiu inicial era formar una col·lecció que recollís les peces fonamentals del patrimoni bibliogràfic català. Al mateix temps, es va anar adquirint un seguit de col·leccions d'un excepcional interès artístic, científic i literari que donaren a la Biblioteca el caràcter de centre de recerca universal. La gran part de l'origen d'aquests fons fou la societat civil. Es tracta d'un cas atípic, ja que la gran majoria de biblioteques nacionals de la resta d'Europa són el resultat d'una transformació de biblioteques reials, de monestirs o de col·leccions privades. En el cas de Catalunya es tracta d'una biblioteca creada des de zero per la societat civil.
L'any 1914 la Mancomunitat de Catalunya atorga a la Biblioteca el caràcter de servei cultural públic, i per això va obrir l'accés als investigadors i als estudiosos del país, i també va nomenar el primer director de la institució: el filòleg i professor de biblioteconomia Jordi Rubió i Balaguer. L'any 1917 es van crear les seccions de Reserva Impresa i Col·leccions Especials, i de Música, que afavoriren la incorporació i la catalogació d'importants peces i col·leccions patrimonials. Poc després, el 1923 es va constituir la secció d'Estampes, Gravats i Mapes, on es reuní material gràfic, i des d'on es custodia la col·lecció de matrius de gravat més nombrosa de l'estat espanyol. El mes de desembre de 1922 la Biblioteca ja comptava amb 72.000 obres registrades i més de 100.000 volums. Fins al 1940 va tenir la seu a l'actual Palau de la Generalitat.
Obria de deu del matí a una del migdia i de cinc de la tarda a vuit del vespre i, per accedir-hi, era necessari proveir-se d'un carnet renovable cada any. Tenia organitzat el servei de préstec que permetia endur-se cinc obres durant quinze dies, previ dipòsit d'una garantia de 20 pessetes.
La Biblioteca de Catalunya es regia per un patronat, format pel president de la Mancomunitat, el president i el secretari general de torn de l'IEC, un representant de cadascuna de les tres seccions de l'IEC, un inspector nomenat per l'IEC, un representant de la Mancomunitat i un altre de l'Ajuntament de Barcelona. També hi prenien part Isidre Bonsoms i Rafael Patxot, com a donadors de part de l'arxiu de la Biblioteca. El director de la Biblioteca actuava com a secretari del patronat.

### Trasllat i franquisme
El 1930 Jordi Rubió ja veia necessari el trasllat a un espai més gran com ara l'antic Hospital de la Santa Creu de Barcelona. El 1931, l'Ajuntament de Barcelona (encara amb el Comte de Güell d'alcalde) aprovà la cessió de l'edifici com a seu de la Biblioteca però no fou fins acabada la Guerra Civil espanyola, l'any 1940, que la institució, ara rebatejada pel règim franquista com a Biblioteca Central va completar el trasllat.
Els fets històrics i polítics del segle xx van modificar el caràcter de la Biblioteca. El primer canvi fou durant la Dictadura de Primo de Rivera, i el segon i més important va tenir lloc el 1939 quan Rubió i Balaguer, el director fundador, fou purgat i desposseït del seu càrrec i s'inicià un període que transformà la institució en una biblioteca sense orientació política catalanista. Durant aquests anys de penúria econòmica, el centre només suplia les mancances de biblioteques públiques i/o universitàries, i només va poder anar ampliant el seu patrimoni bibliogràfic gràcies a donacions de col·leccionistes privats i d'editorials.

### Biblioteca Nacional
L'any 1981 la Biblioteca de Catalunya va esdevenir biblioteca nacional de Catalunya, segons la Llei de Biblioteques aprovada pel Parlament. Aquesta llei atorgava a la Biblioteca de Catalunya la condició de biblioteca nacional i li atribuïa la recepció, la conservació i la difusió del Dipòsit legal dels documents impresos a Catalunya, paper que va ser
reforçat amb la Llei del Sistema Bibliotecari de Catalunya, aprovada el 1993. Des del 1994 s'estructurà en quatre grans Unitats, la Bibliogràfica, la Gràfica, l'Hemeroteca i la Fonoteca.

### Digitalització i projectes de futur
La Biblioteca va reformar l'any 1998 les naus gòtiques i va ampliar els seus espais, gràcies a la construcció d'un nou edifici de serveis.
En els anys 2000 va iniciar la digitalització dels seus fons en una aposta per l'accés per mitjà de les tecnologies de la informació. Actualment també col·labora en el projecte Europeana, de digitalització de patrimoni cultural europeu.
El 2012 el pressupost de la institució fou de 8.165.578 euros, un 36 per cent menys que el 2008. A inicis del 2013 tenia uns 350.000 documents dins dels fons pendents de catalogar. Dins de les apostes estratègiques de la institució, es troben una aposta clara per la digitalització, incrementar el ritme d'adquisició del patrimoni i fer créixer la col·lecció. També sol·liciten a l'Ajuntament de Barcelona el trasllat de l'Escola Massana a un altre edifici per guanyar espai i reunir els diversos equips de treball que tenen escampats per Barcelona.

## Col·leccions
El fons de la Biblioteca de Catalunya està format per prop de quatre milions de documents en diversos suports: llibres, revistes, diaris, manuscrits, gravats, mapes, partitures, enregistraments sonors i audiovisuals, CD-ROM i altres.
Des de l'aprovació de la llei de Biblioteques el 1981 aplega aquells impresos i material enregistrat amb dipòsit legal de tot Catalunya. A més, des de la seva fundació, s'ha anat realitzar un programa d'ampliació de col·leccions, amb documents i biblioteques de diverses procedències, tant particulars com institucionals.

### Manuscrits

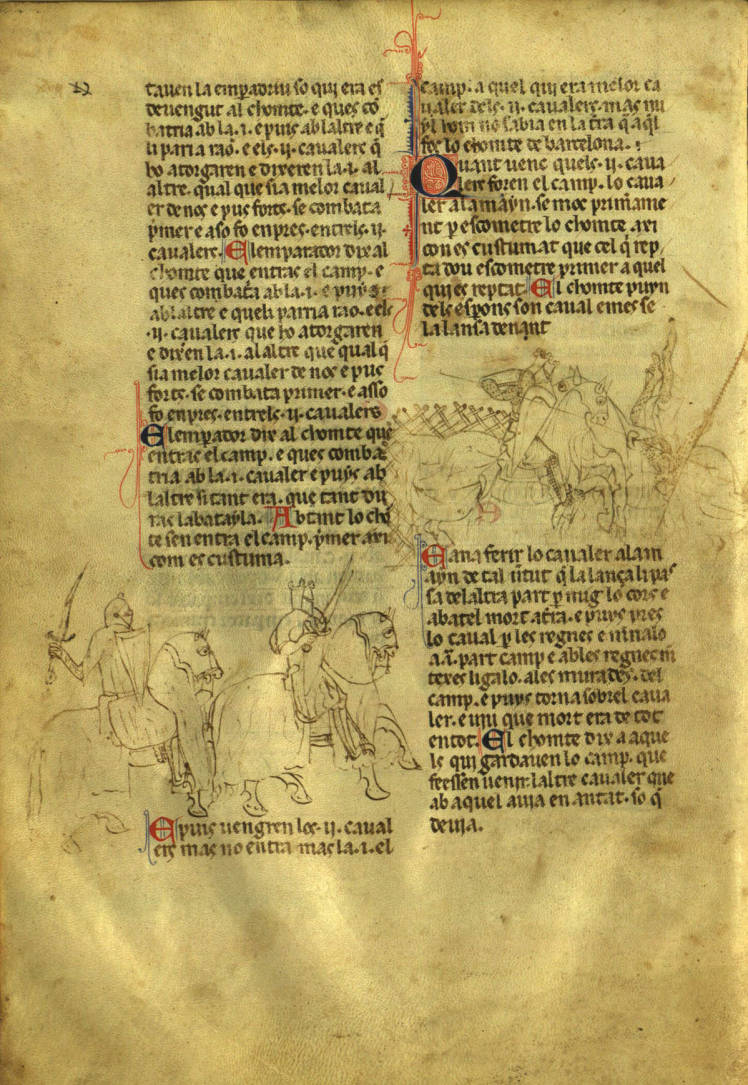
Detall del manuscrit 486 BC de la Crònica de Bernat Desclot.

La Biblioteca de Catalunya acull una destacada col·lecció de documents, abastant des de manuscrits medievals a cartes i escrits de diverses personalitats destacades del segle xx. Entre els documents més destacats, s'hi troben: les Homilies d'Organyà, el Llibre de l'orde de cavalleria de Ramon Llull, cançoners provençals i catalans (segles xiv-xv), la Crònica de Bernat Desclot, els Viatges del baró de Maldà (segle xviii), l'Oda a la pàtria, de Bonaventura Carles Aribau (1833), L'Atlàntida i altres originals de Jacint Verdaguer, manuscrits dels principals autors catalans del segle xx (Eugeni d'Ors, Carles Riba, Josep Carner, Josep Maria de Sagarra, Josep Pla, Néstor Luján, Maria Mercè Marçal i Jaume Fuster, entre d'altres),  pergamins, col·leccions d'autògrafs i fons nobiliaris, comercials i institucionals (fons de la Junta de Comerç, fons d'Erasme de Gònima, fons del Marquès de Saudín).

### Música
Una donació de Felip Pedrell a la Biblioteca de Catalunya el 1917, conjuntament amb la col·lecció Carreras Dagas, va constituir la gènesi de la Secció de Música de la Biblioteca.
Ens aquesta secció hi ha diversos documents de valor històric i patrimonial agrupats amb el nom de fons de Reserva de Música. En aquest fons es conserven obres manuscrites i impreses, literatura musical, tractats musicals, així com partitures de desenes d'autors de totes les èpoques i estils, i una important discografia. En aquest fons destaquen un conjunt de manuscrits amb notació aquitana i catalana datats del segle x. També destaca la col·lecció de manuscrits litúrgics, polifonia d'Ars Antiqua i Ars Nova, composicions del barroc català, oratoris, danses.
Dins d'aquest fons de reserva es conserven diversos arxius personals de músics, musicòlegs i compositors destacats com Isaac Albéniz, Frederic Mompou Higini Anglès, Josep M. Lamaña i de diversos intèrprets com Anna Ricci o Marcos Redondo. També conserva les col·leccions discogràfiques de Ricard Gomis, Oriol Martorell, Jaume Baró, Conxita Badia, Turull, Daniel Blanxart, entre d'altres.

### Reserva impresa
La secció de Reserva Impresa, constituïda el 1917, acull el llibres antics, rars, valuosos i preciosos, inclosos els incunables. Està dividida en dos grans grups: la Reserva Catalana (Reserva Aguiló) i la Reserva General (especialitzada en llibres del Siglo de Oro).
Destaca la col·lecció Cervantina, la Verdagueriana, els Fullets Bonsoms, així com les de Prat de la Riba, Santiago Espona, Valentí Almirall, Rull, Torres Amat, Bulbena, Pedro Pons, Elzeveriana, Sant Joan de la Creu, Toda, la Verrié, la de llibres de petit format, la mitològica, la de la Revolució Francesa i els Drets Humans o la de Fulls Solts, entre d'altres.

### Gravats, dibuixos, mapes i fotografia
La col·lecció gràfica de la Biblioteca de Catalunya abasta des del segle xvi fins a l'actualitat i es troba conservada en diversos suports, que poden ser cartells, estampes, dibuixos, fotografies, ex-libris, fotogravats antics, planxes calcogràfiques, matrius xilogràfiques, litografies, mapes, programes i prospectes, entre d'altres.

#### Matrius
La col·lecció de matrius, amb aproximadament 12.000 unitats, és una de les més importants de l'Estat espanyol

#### Estampes
Es conserven estampes de desenes d'artistes. Destaquen obres úniques d'autors com Piranesi, Goya, Lluís Rigalt, Marià Fortuny, Apel·les Mestres, Francesc Casanovas, Maillol, Ramon Casas, Triadó, Joaquim Renart, Picasso, Sunyer, Pau Roig, Opisso, Apa, Lluís Jou, Obiols, Vila-Arrufat, Max Ernst, Tanguy, Dalí, Miró, Oriol Maria Diví, Subirachs, Antoni Tàpies, Barbarà, Uclés, entre molts altres. També disposa de fons de gravadors destacats com els Abadal, Jolis, Furnó, Ismael Smith, Marlet, Ollé Pinell, Miciano o Jaume Pla. També es conserven moltes col·leccions de material gràfic imprès, amb dibuixos, il·lustracions, auques, goigs (prop de 30.000), romanços o milers de petits impresos, entre els quals hi ha una rica col·lecció de catàlegs d'exposicions de pintura i escultura d'un gran valor documental per al coneixement i l'estudi de la història de l'art català contemporani.

#### Mapes
En aquesta secció es conserven més de 5.000 mapes, així com la col·lecció de més de 4.000 peces de Mossèn Colomer, considerada la millor col·lecció de mapes catalans formada per un particular. Destaca un portolà de Jaume Vallseca del segle xv, dipositat al Museu Marítim de Barcelona.

#### Fotografia
Conserven fotografies des de finals del XIX, on destaca la col·lecció de Josep Salvany i Blanch, amb 10.000 imatges paisatgístiques i de cultura popular de Catalunya i d'altres indrets. També destaca el fons de l'Editorial Martín, amb unes 13.000 fotografies en blanc i negre de diverses províncies espanyoles.

### Reserva hemerogràfica
La Biblioteca conserva un fons periodístic dels més complets de Catalunya. Es troba agrupada en la Reserva de l'Hemeroteca. També és dipositària de la Col·lecció de Premsa Joan Givanel, i aplega col·leccions de diaris i publicacions com La Veu de Catalunya, El Telégrafo, El Diluvio o El Poble Català; Lo Noy de la Mare; L'Avens, entre moltes altres.

### Patrimoni sonor i audiovisual
La fonoteca de la Biblioteca de Catalunya està constituïda per 400.000 documents sonors i audiovisuals, organitzats en dues seccions: Enregistraments Antics i Enregistraments Moderns. El fons es conserva en diferents formats: cilindres de cera, rotlles de pianola, cartutxos de 8 pistes, Berliners, bobines obertes, discs de 33, 45 i 78 rpm, cassets, CD, vídeos, DVD, etc. El seu conjunt reflecteix l'evolució dels suports sonors i audiovisuals des dels seus orígens fins a l'actualitat.
Destaca el fons de Ràdio Barcelona, cedit el 1994, amb 112.000 discs i 8.000 bobines sonores, i l'Arxiu Audiovisual de Poetes, produït per l'Associació Col·legial d'Escriptors de Catalunya.

### Altres fons singulars

#### Museu del Llibre Frederic Marès
Aquest espai acull la col·lecció bibliogràfica del col·leccionista Frederic Marès, integrada per més de 1.500 documents de diverses tipologies, incorporant còdexs, manuscrits, fragments de pergamí i paper. Està ubicat a l'antiga sala del Via Crucis, presidida per un retaule gòtic amb la imatge de Ramon Llull.

#### Arxiu Joan Maragall
És un centre de documentació que reuneix un important fons documental sobre la figura i l'obra del poeta i el conjunt del Modernisme. Està ubicat a la darrera residència de Joan Maragall, en el número 79 del carrer d'Alfons XII de Barcelona, al districte de Sarrià - Sant Gervasi. És una secció de reserva de la Biblioteca de Catalunya i està obert a investigadors i estudiosos de l'obra del poeta. A més és una casa museu que exposa els interiors de la residència i que es pot visitar en grup o individualment.

## Serveis
La Biblioteca de Catalunya és un centre de referència per a investigadors, professionals i per als ciutadans en general, convertint-se en autoritat científica relacionada amb el patrimoni bibliogràfic català. La institució dona assessorament
professional sobre diverses qüestions relacionades amb el patrimoni bibliogràfic: informació bibliogràfica general i especialitzada, consulta dels fons digitalitzats, consulta de fons en qualsevol suport físic, reserva de documents a través de la pàgina web, reproducció de documents en paper o format digital, préstec interbibliotecari, préstec de documents per a exposicions, préstec personal (restringit), préstec d'ordinadors portàtils per a finalitats d'investigació, formació d'usuaris, guies de recursos, cessió d'espais per a actes, Jornada de Portes Obertes (
Des de l'any 2021, la Biblioteca de Catalunya està produint un pòdcast sobre les seves col·leccions i serveis.

## Llista de directors/es
Al llarg de la seva història, la BNC ha tingut aquests directors:
| # | Nom | Nom                        | Inici mandat           | Fi mandat              |
| - | --- | -------------------------- | ---------------------- | ---------------------- |
| 1 |     | Jordi Rubió i Balaguer     | 1914                   | 1939                   |
| 2 |     | Felip Mateu i Llopis       | 1939                   | 1972                   |
| 3 |     | Rosalia Guilleumas i Brosa | 1973                   | 1982                   |
| 4 |     | Jaume de Puig i Oliver     | 1982                   | 1987                   |
| 5 |     | Manuel Mundó i Marcet      | 1987                   | 1990                   |
| 6 |     | Manuel Jorba i Jorba       | 1990                   | 27 de desembre de 1999 |
| 7 |     | Vinyet Panyella i Balcells | 27 de desembre de 1999 | 7 de gener de 2004     |
| 8 |     | Dolors Lamarca i Morell    | 10 de febrer de 2004   | 12 de juny de 2012     |
| 9 |     | Eugènia Serra i Aranda     | 13 de juny de 2012     | En el càrrec           |